# John Simpson (giocatore di football americano)
John Simpson (19 agosto 1997) è un giocatore di football americano statunitense che milita nel ruolo di offensive guard per i New York Jets della National Football League (NFL).

## Carriera

### Las Vegas Raiders
Simpson al college giocò a football a Clemson dal 2016 al 2019, vincendo due campionati NCAA. Fu scelto dai Las Vegas Raiders nel corso del quarto giro (109º assoluto) del Draft NFL 2020.

#### Stagione 2020
Simpson debuttò come professionista nel Monday Night Football della settimana 2 contro i New Orleans Saints andando a sostituire in corso d'opera l'infortunato Richie Incognito e giocando il resto della partita. Simpson giocò la sua prima partita da titolare la settimana successiva, nella gara del 27 settembre contro i New England Patriots. La sua stagione da rookie si chiuse con 7 presenze, di cui 2 come titolare.

#### Stagione 2021
Simpson giocò la sua seconda stagione da professionista in tutte le 17 partite come titolare.

#### Stagione 2022
Simpson giocò le prime due gare stagionali da titolare, per poi essere utilizzato da riserva e solo in pochi snap. Il 10 dicembre 2022 fu svincolato dai Raiders.

### Baltimore Ravens
Il 19 dicembre 2022 Simpson firmò con la squadra di allenamento dei Baltimore Ravens.

### New York Jets
Il 14 marzo 2024 Simpson firmò un contratto biennale con i New York Jets

## Statistiche

### Stagione regolare
| Stagione | Stagione | Stagione | Stagione |
| Anno     | Squadra  | P        | PT       |
| -------- | -------- | -------- | -------- |
| 2020     | LV       | 7        | 2        |
| 2021     | LV       | 17       | 17       |
| 2022     | LV       | 11       | 2        |
| Totale   | Totale   | 35       | 21       |

### Playoff
| Stagione | Stagione | Stagione | Stagione |
| Anno     | Squadra  | P        | PT       |
| -------- | -------- | -------- | -------- |
| 2021     | LV       | 1        | 1        |
| Totale   | Totale   | 1        | 1        |

Fonte: Football Database
Statistiche aggiornate alla settimana 14 della stagione 2022